# Ізмайловська (станція метро)
55°47′16″ пн. ш. 37°46′54″ сх. д. / 55.78778° пн. ш. 37.78167° сх. д.
«Ізмайловська» (рос. Измайловская) — станція Арбатсько-Покровської лінії Московського метрополітену. Розташована між станціями «Першотравнева» і «Партизанська», на території району Ізмайлово Східного адміністративного округу Москви.

## Історія
Станція відкрита 21 жовтня 1961 року під назвою «Ізмайловський парк» у складі дільниці «Ізмайловська» — «Першотравнева». Назва дана по Ізмайловському проспекту й Ізмайловському лісопарку.
Існує легенда чому після станції «Партизанська» лінія метро виходить на поверхню і станція «Ізмайловська» знаходиться на землі. Нібито Микита Хрущов хотів підкреслити екологічність метро і показати всім як добре цей вид транспорту співіснує з лісовою місцевістю. Місцеві жителі були дуже незадоволені, тому що на відміну від станції «Першотравнева», яка працювала з 1954 по 1961 роки, нова станція перебувала в стороні від основних точок тяжіння[джерело?].

## Технічна характеристика
Конструкція станції — наземна відкрита з острівною платформою.
Споруджена за індивідуальним проектом з уніфікованих залізобетонних елементів.

## Колійний розвиток
Станція без колійного розвитку.

## Оздоблення
Станція метро «Ізмайловська» була побудована за правління М. С. Хрущова після виходу постанови 1955 року «Про усунення надмірностей у проєктуванні та будівництві», тому вона має скромне оздоблення. Платформа станції не має бічних стін, чим нагадує конструкцію залізничної платформи (тому «Ізмайловська» — одна з небагатьох станцій в Москві, де немає схем лінії). Навіс над платформою спирається на 25 залізобетонних колон, розташованих в один ряд. Оздоблення станція практично не має, підлога вкрита плиткою (початкове асфальтове покриття було замінено плитковим в 2011 році). Світильники розміщені в бетонній стелі.

## Вестибюлі
Західний вестибюль станції підземний, розташований нижче рівня колій. Має два виходи: один до 1-ї, 2-ї Паркової вулиці і Ізмайловського проспекту, другий в Ізмайловський лісопарк. Над західним вестибюлем, між станційними коліями, розташований один поверх із службовими приміщеннями. Східний вестибюль — скляна наземна будівля, має два виходи: один до 3-ї Паркової вулиці і Ізмайловського проспекту, другий в Ізмайловський парк.